# Change Yourself
Change Yourself is een nummer van de Belgische zanger Tom Helsen uit 2007. Het is de tweede single van zijn tweede studioalbum Hilitie Hotel.
In tegenstelling tot de vrolijke voorganger Sun in Her Eyes, is "Change Yourself" een meer ingetogen ballad. Het nummer bereikte een bescheiden 22e positie in de Vlaamse Ultratop 50. In Nederland deed het nummer niets in de hitlijsten.